# Reykjadalsá (Hvítá)
Il Reykjadalsá (in lingua islandese: fiume della valle fumante) è un fiume che scorre nella regione del Vesturland, nella parte occidentale dell'Islanda. Il suo corso fluisce nel territorio del comune di Borgarbyggð.

## Descrizione
Il fiume ha la sua sorgente ai piedi del vulcano a scudo Ok. Nella parte superiore del suo corso si trova la cascata Giljafoss.
Il Reykjadalsá si snoda quindi con una serie di meandri attraverso la valle Reykholtsdalur e il villaggio di Reykholt, che era un importante insediamento per l'Islanda nel Medioevo. In questa valle si trovano numerose sorgenti termali calde come Deildartunguhver; una di queste l'Árhver, è proprio in mezzo al fiume. Il nome del fiume deriva proprio dall'effetto provocato dai vapori che fuoriescono dalle sue acque.
Poco dopo aver lasciato la valle Reykholtsdalur, il Reykjadalsá infine sfocia nel Hvítá, nei pressi della fattoria Klettur.
Il fiume ha una lunghezza di 38 km e un bacino idrografico di 210 km².